# 백흥기 (1885년)
백흥기(白興基, 1885년 12월 28일 ~ ?)는 대한제국과 일제강점기의 관료로, 본관은 수원이며 본적은 경기도 양주군 광적면이다.

## 생애
1905년 7월 대한제국 탁지부 기수를 역임했고 1908년 1월 임시재원조사국 기수를 역임했다. 1911년 10월 31일 전라남도 동북군 서기로 임명되었다.
1919년 전라남도 진도군수(1919년 2월 10일 임명)와 강진군수(1919년 8월 12일 임명), 1921년 전라남도 담양군수(1921년 8월 8일 임명), 1924년 전라남도 여수군수(1924년 4월 22일 임명), 1926년 전라남도 순천군수(1926년 4월 6일 임명)를 역임했으며 1928년 6월 20일 고등관 4등에 올랐다.
1928년 8월 29일 일본 정부로부터 훈6등 서보장을 받았고 같은 해 11월 16일 쇼와 대례 기념장을 받았다. 1929년 3월 12일 전라남도 나주군수로 임명되었으며 1929년 11월 28일 문관보통징계위원으로 임명되었다.
1929년 11월 28일부터 1932년 2월 13일까지 황해도 참여관을 역임했으며 1930년 4월 황해도 임시국세조사부 조사위원으로 임명되었다. 1932년 2월 12일 고등관 3등에 올랐고 같은 해 3월 11일 정5위에 서위되었다. 1932년 10월 1일 일본 정부로부터 조선 쇼와 5년 국세 조사 기념장을 받았다.

## 사후
친일파 708인 명단의 도 참여관 부문, 민족문제연구소의 친일인명사전 수록자 명단의 관료 부문, 친일반민족행위진상규명위원회가 발표한 친일반민족행위 705인 명단에 포함되었다.

## 참고자료
- 친일반민족행위진상규명위원회 (2009). 〈백흥기〉. 《친일반민족행위진상규명 보고서 Ⅳ-8》. 서울. 80~87쪽.